# Jacky Paillard
Pour les articles homonymes, voir Paillard.
Jacky Paillard est un footballeur français né le 6 octobre 1962 à Laval en Mayenne. Il évolue au poste de milieu de terrain défensif de 1982 à 1996.

## Biographie

### Formation et débuts au Stade lavallois
Formé au Stade lavallois sous la houlette de Bernard Maligorne, Jacky Paillard trouve sa vocation au poste de milieu défensif accompagné dans sa tâche par une jeune génération douée comme Thierry Goudet, ou Jean-Luc Dogon. De 1981 à 1984 il est sous contrat stagiaire,. En juin 1982 il entre en jeu lors de la finale de la Coupe d'été, remportée par le Stade lavallois. Michel Le Milinaire le fait débuter en première division le 25 octobre 1982 dans un match entre Laval et Brest. Malgré deux premières saisons difficiles où Jacky Paillard apprend le métier, il connaît son premier bonheur lors du mémorable match de Coupe de l'UEFA lors de la saison 1983-84 contre l'armada soviétique du Dynamo Kiev.
Les coéquipiers d'Oleg Blokhine mordent la poussière 1-0 (but de José Souto) au match retour joué à guichet fermé devant 18 000 spectateurs au stade Francis-Le-Basser. Les Tango avaient tenu un méritoire et courageux match nul 0-0 à l'aller en URSS. 
Il signe son premier contrat professionnel à l'intersaison 1984. En octobre 1984, il remporte la Coupe de la Ligue, marquant en finale face à l'AS Monaco. 

### Toulouse FC
Jacky Paillard, galvanisé par sa période mayennaise, prend son envol vers la cité des violettes où un challenge intéressant l'attend avec le TFC. Au côté des talentueux joueurs argentins Alberto Márcico et Alberto Tarantini, les résultats du club ne sont pas toujours au rendez-vous. Le TFC retombe dans ses travers et doit se contenter d'une place dans le ventre mou du championnat. Jacky Paillard est appelé en équipe de France en 1988 mais reste sur le banc.

### Stade rennais et RC Strasbourg
En 1990, Jacky Paillard fait ses valises pour la Bretagne où le Stade rennais est en pleine reconstruction, mais un incroyable imbroglio extra-sportif entre le club du Paris S.G et son agent de l'époque (Dominique Rocheteau) pousse Paillard à quitter précipitamment le Stade rennais pour rejoindre l'Alsace et le RC Strasbourg entraîné par Gilbert Gress. Jacky Paillard est alors considéré comme un héros pour le club : il est « l'homme » du 13 mai 1992. Ce jour-là le Racing joue un match capital de barrages pour accéder à la première division, tant convoitée. Strasbourg et ses supporters attendent ce moment depuis quatre années et les adversaires sont les bretons du Stade rennais qu'il a quittés quelques mois plus tôt. Auteur d'un magnifique doublé (victoire 4 buts à 1 du Racing) dans un stade de la Meinau plein comme un œuf, il propulse, dans une liesse indescriptible, le Racing en première division.

### Fin de carrière à Toulouse
Au terme de deux nouvelles saisons pleines en Division 1, il décide, à l'été 1994, de tenter un dernier pari en retournant au TFC, fraichement relégué en Division 2. Sous les ordres de Rolland Courbis, il participe à une vingtaine de matchs de championnat et voit son club rater la remontée d'un cheveu. La seconde saison (1995-96) de Paillard est plus terne, elle se solde par un nouvel échec du TFC et il n'effectue qu'une petite dizaine d'apparitions sous le maillot violet. Il décide de se retirer de la vie de footballeur professionnel en fin de saison.
N'oublions pas les 2 saisons au sein du FUN à  Narbonne ... pour essayer de faire monter ce club de la ligue Languedoc en CFA2 .

## Clubs successifs
- 1982-1987 :  Stade lavallois
- 1987-1990 :  Toulouse FC
- 1990-1991 :  Stade rennais
- 1991-1994 :  RC Strasbourg
- 1994-1996 :  Toulouse FC
- 2014 : Directeur sportif du Football club Escalquens[5]
- depuis 2016: Entraîneur équipe première Football Club Escalquens

## Palmarès
- Vainqueur de la Coupe d'été en 1982 avec le Stade lavallois

- Vainqueur de la Coupe de la Ligue en 1984 avec le Stade lavallois